# Ostrolot białogrzbiety
Ostrolot białogrzbiety (Artamus monachus) – gatunek małego ptaka z podrodziny ostrolotów (Artaminae) w rodzinie ostrolotów (Artamidae). Ptak ten występuje endemicznie w Indonezji, nie jest zagrożony wyginięciem.

## Zasięg występowania
Ostrolot białogrzbiety występuje endemicznie w Indonezji, zamieszkując Celebes, Lembeh, Wyspy Banggai i Wyspy Sula.

## Taksonomia
Gatunek po raz pierwszy opisał naukowo w 1850 roku francuski przyrodnik Karol Lucjan Bonaparte w pierwszym tomie swojej książki Conspectus generum avium. Jako miejsce typowe Bonaparte wskazał Celebes.
Takson tworzy nadgatunek z ostrolotem dużym (A. maximus) i ostrolotem melanezyjskim (A. insignis), do grupy tej być może należą również ostrolot żałobny (A. leucorynchus) oraz ostrolot białogardły (A. mentalis). Ptaki z wysp Sula zostały opisane pierwotnie jako podgatunek sulaensis przez niemieckiego ornitologa Oscara Rudolpha Neumanna w 1939 roku na łamach Bulletin of the British Ornithologists’ Club, ale uważane są za niewystarczająco zróżnicowane od  populacji z innych wysp, by traktować je jako podgatunek. Gatunek monotypowy.

### Etymologia
Nazwa rodzajowa: gr. αρταμος artamos – rzeźnik, morderca; ostroloty znane były dawniej pod nazwą jaskółko-dzierzb, gdyż sądzono, że łączą cechy jaskółek i dzierzb. Epitet gatunkowy: późnołac. monachus – mnich (np. w kapturze, czarne nakrycie), od gr. μοναχος monakhos – mnich, od μονος monos – samotny, od μοναχοω monakhoō – być samemu.

## Morfologia
Długość ciała 19–20 cm. Większość upierzenia jest koloru białego oprócz brązowo-szarej głowy i gardła, czarnego kantarka i podbródka, czarniawo-szarych skrzydeł i ogona; tęczówki ciemnobrązowe. Dziób blado niebiesko-szary, końcówka czarna; nogi koloru niebiesko-szarego. Płcie podobne. Młode ptaki nieopisane.

## Ekologia

### Głos
Odzywa się serią jednosylabowych nut, bardziej metalicznych i przenikliwych niż u A. leucorynchus; odzywa się także „tschirr-woouit”, powtarzanym dwukrotnie.

### Siedlisko i pokarm
Ostrolot białogrzbiety zamieszkuje lasy, ich skraje i otwarte polany, na wysokości 200–2000 m n.p.m. Preferuje silniej zalesione obszary leśne niż te zajmowane na Celebesie przez sympatryczny gatunek A. leucotrichus. Obserwowany w parach, małych grupach oraz w stadach liczących do 20 osobników.
Odżywia się głównie owadami. Wznosi się podobnie jak jastrząb nad baldachimem dziewiczego lasu; przysiada na skraju małych polan, robiąc krótkie wypady na swoje ofiary.

### Lęgi
Jedno czynne gniazdo znaleziono pod koniec lipca; usytuowane było na drzewie około 15 m nad ziemią u podstawy dużego epifitu; drugie gniazdo znaleziono także pod koniec lipca. Brak innych informacji na temat lęgów.

## Status i ochrona
W Czerwonej księdze gatunków zagrożonych Międzynarodowej Unii Ochrony Przyrody został zaliczony do kategorii LC (ang. Least Concern – najmniejszej troski). Globalna wielkość populacji nie jest znana, zazwyczaj rzadki, ale lokalnie pospolity na niższych wysokościach. Mniej liczny niż sympatryczny A. leucorynchus. Występuje na terenie kilku obszarów chronionych, w tym w Parku Narodowym Bogani Nani Wartabone.